# Baie Greenland
La baie Greenland est une baie du sud-est de la Grande Terre, principale île de l'archipel des Kerguelen des Terres australes et antarctiques françaises dans l'océan Indien.

## Géographie

### Caractéristiques
Orientée principalement dans un axe est-ouest, la baie Greenland sépare la presqu'île Jeanne d'Arc (au sud) de la presqu'île Ronarc'h (au nord), et est séparée du bras Bolinders donnant sur le golfe du Morbihan par le court isthme dit « Halage des Naufragés ». La baie possède un bras annexe en son fond appelé port Phonolite.
La baie ouvre à l'est sur l'océan Indien, au-delà du cap Mac Lear au nord. Large de 5,7 km au maximum à 0,75 km au minimum, elle pénètre sur 10,7 km entre les deux presqu'îles pour environ 21,6 km2 de superficie totale. Elle est dominée au sud par Les Hauts de Hurlevents sur la presqu'île Jeanne-d'Arc et par la Tour de Pise au nord sur celle de Ronarc'h.

### Toponymie
Le nom de la baie est historiquement donné par les phoquiers et baleiniers anglais et américains qui chassaient dans les Kerguelen au début du XIXe siècle en référence possiblement au Groenland, zone également de chasse des mêmes navires. Elle figure sous ce nom anglais sur la carte de John Nunn de 1850 et sous l'appelation allemande de Grönland lors de l'expédition de 1903.